# Atletica leggera ai Giochi della V Olimpiade - 400 metri piani
La competizione dei 400 metri piani di atletica leggera ai Giochi della V Olimpiade si tenne i giorni 12 e 13 luglio 1912 allo Stadio Olimpico di Stoccolma.

## L'eccellenza mondiale
| Migliore prest. europea | 48”1 1908 | Wyndham Halswelle | Ritir. 1909 |
| Primatista mond. stag.  | 47”7      | Charles Reidpath  | Presente    |

I protagonisti dei Trials statunitensi (400 m) sono:
- Est: Donnell Young con 49”6;
- Centro: Edward Lindberg con 48"6;
- Ovest:  Charles Reidpath.

## La gara
Solo Hanns Braun può impensierire i favoriti statunitensi. Il tedesco, che tra l'altro non è specialista dei 400 ma degli 800, è l'unico non statunitense capace di correre sotto i 49".
Nelle 5 semifinali il miglior tempo è di Charles Reidpath con 48"7. Melvin Sheppard rimane fuori dalla finale finendo dietro il connazionale James Meredith, che già 5 giorni prima lo ha "castigato" negli 800 metri.
La finale è una lotta serrata. Braun migliora il personale di ben 6 decimi e costringe gli americani a dare il meglio di sé. Lo batte solo Reidpath, che stabilisce il nuovo record olimpico. Meredith giunge al quarto posto.

## Risultati

### Turni eliminatori
| 15 Batterie  | 12 luglio | 49 iscritti    | Si qualificano i primi 2         |
| 5 Semifinali | 12 luglio | 29 concorrenti | Si qualificano solo i vincitori. |
| Finale       | 13 luglio | 5 concorrenti  |                                  |

1. ↑  Una batteria è composta di un solo concorrente.

### Batterie
| Pos. | Atleta             | Nazione     | Tempo |
| ---- | ------------------ | ----------- | ----- |
| 1    | James Rosenberger  | Stati Uniti | 50"6  |
| 2    | Charles Poulenard  | Francia     | 50"7  |
| -    | Władysław Ponurski | Austria     | ND    |
| -    | Claude Ross        | Australasia | Rit.  |

| Pos. | Atleta       | Nazione     | Tempo  |
| ---- | ------------ | ----------- | ------ |
| 1    | Ernest Haley | Regno Unito | 1'06"6 |
| 2    | Mel Sheppard | Stati Uniti | 1'06"6 |

| Pos. | Atleta           | Nazione     | Tempo |
| ---- | ---------------- | ----------- | ----- |
| 1    | Hanns Braun      | Germania    | 50"6  |
| 2    | Ted Meredith     | Stati Uniti | ND    |
| 3    | Armando Cortesão | Portogallo  | ND    |

| Pos. | Atleta         | Nazione  | Tempo |
| ---- | -------------- | -------- | ----- |
| 1    | Paul Zerling   | Svezia   | 55"4  |
| 2    | Yahiko Mishima | Giappone | 55"5  |

| Pos. | Atleta         | Nazione     | Tempo |
| ---- | -------------- | ----------- | ----- |
| 1    | Charles Lelong | Francia     | 50"2  |
| 2    | Donnell Young  | Stati Uniti | 50"4  |
| 3    | István Déván   | Ungheria    | ND    |
| 4    | Gösta Möller   | Svezia      | ND    |

| Pos. | Atleta        | Nazione | Tempo  |
| ---- | ------------- | ------- | ------ |
| 1    | Knut Stenborg | Svezia  | 1'01"6 |

| Pos. | Atleta        | Nazione     | Tempo |
| ---- | ------------- | ----------- | ----- |
| 1    | Carroll Haff  | Stati Uniti | 50"4  |
| 2    | Emilio Lunghi | Italia      | 50"5  |
| 3    | Max Herrmann  | Germania    | ND    |

| Pos. | Atleta                | Nazione  | Tempo |
| ---- | --------------------- | -------- | ----- |
| 1    | Frigyes Wiesner-Mezei | Ungheria | 50"8  |
| 2    | Johan Dahlin          | Svezia   | 51"0  |
| 3    | Géo Malfait           | Francia  | ND    |

| Pos. | Atleta              | Nazione  | Tempo |
| ---- | ------------------- | -------- | ----- |
| 1    | Eric Lindholm       | Svezia   | 51"4  |
| 2    | Ole Jacob Pedersen  | Norvegia | 51"6  |
| 3    | Heinrich Burkowitz  | Germania | 51"7  |
| 4    | Václav Labík-Gregan | Boemia   | ND    |

| Pos. | Atleta        | Nazione     | Tempo |
| ---- | ------------- | ----------- | ----- |
| 1    | Ed Lindberg   | Stati Uniti | 50"6  |
| 2    | James Soutter | Regno Unito | ND    |
| 3    | Franco Giongo | Italia      | ND    |

| Pos. | Atleta         | Nazione     | Tempo |
| ---- | -------------- | ----------- | ----- |
| 1    | Hec Edmundson  | Stati Uniti | 50"2  |
| 2    | Ernest Henley  | Regno Unito | ND    |
| 3    | Mel Brock      | Canada      | ND    |
| 4    | Pyotr Gayevsky | Russia      | ND    |

| Pos. | Atleta        | Nazione     | Tempo |
| ---- | ------------- | ----------- | ----- |
| 1    | George Nicol  | Regno Unito | 50"0  |
| 2    | Ira Davenport | Stati Uniti | ND    |
| 3    | Tom Gallon    | Canada      | ND    |
| 4    | Erich Lehmann | Germania    | ND    |
| 5    | Georges Rolot | Francia     | ND    |
| 6    | Ödön Bodor    | Ungheria    | ND    |
| 7    | Tom Gallon    | Canada      | ND    |

| Pos. | Atleta         | Nazione     | Tempo  |
| ---- | -------------- | ----------- | ------ |
| 1    | Jacques Person | Germania    | 55"4   |
| 2    | Algernon Wells | Regno Unito | 1'01"2 |

| Pos. | Atleta              | Nazione     | Tempo  |
| ---- | ------------------- | ----------- | ------ |
| 1    | Cyril Seedhouse     | Regno Unito | 51"5   |
| 2    | Ervin Szerelemhegyi | Ungheria    | ND     |
| -    | Alex Pedersen       | Norvegia    | Squal. |

| Pos. | Atleta            | Nazione     | Tempo |
| ---- | ----------------- | ----------- | ----- |
| 1    | George Patching   | Sudafrica   | 51"1  |
| 2    | Charles Reidpath  | Stati Uniti | 51"2  |
| 3    | Heinrich Wenseler | Germania    | ND    |
| 4    | Alan Patterson    | Regno Unito | ND    |
| 5    | Robert Schurrer   | Francia     | ND    |

### Semifinali
| Pos. | Atleta                | Nazione     | Tempo |
| ---- | --------------------- | ----------- | ----- |
| 1    | Charles Reidpath      | Stati Uniti | 48"7  |
| 2    | Hec Edmundson         | Stati Uniti | ND    |
| 3    | George Nicol          | Regno Unito | ND    |
| 4    | Frigyes Wiesner-Mezei | Ungheria    | ND    |
| 5    | Charles Poulenard     | Francia     | ND    |

| Pos. | Atleta          | Nazione     | Tempo |
| ---- | --------------- | ----------- | ----- |
| 1    | Ed Lindberg     | Stati Uniti | 48"9  |
| 2    | Eric Lindholm   | Svezia      | 50"2  |
| 3    | Charles Lelong  | Francia     | ND    |
| -    | Cyril Seedhouse | Regno Unito | Rit.  |
| -    | Jacques Person  | Germania    | Rit.  |
| -    | Algernon Wells  | Regno Unito | Rit.  |

| Pos. | Atleta             | Nazione     | Tempo |
| ---- | ------------------ | ----------- | ----- |
| 1    | Ted Meredith       | Stati Uniti | 48"8  |
| 2    | Mel Sheppard       | Stati Uniti | 48"9  |
| 3    | George Patching    | Sudafrica   | 50"5  |
| 4    | Knut Stenborg      | Svezia      | 50"5  |
| 5    | Ole Jacob Pedersen | Norvegia    | ND    |
| -    | Ernest Henley      | Regno Unito | ND    |

| Pos. | Atleta              | Nazione     | Tempo |
| ---- | ------------------- | ----------- | ----- |
| 1    | Carroll Haff        | Stati Uniti | 49"7  |
| 2    | Emilio Lunghi       | Italia      | ND    |
| 3    | Ervin Szerelemhegyi | Ungheria    | ND    |
| -    | Ernest Haley        | Regno Unito | Rit.  |
| -    | James Rosenberger   | Stati Uniti | Rit.  |

| Pos. | Atleta        | Nazione     | Tempo  |
| ---- | ------------- | ----------- | ------ |
| 1    | Hanns Braun   | Germania    | 49"2   |
| 2    | Ira Davenport | Stati Uniti | ND     |
| -    | James Soutter | Regno Unito | ND     |
| -    | Paul Zerling  | Svezia      | ND     |
| -    | Donnell Young | Stati Uniti | Squal. |

### Finale
Sono ufficializzati i tempi dei primi tre classificati.
| Pos.    | Atleta           | Età | Nazione     | Tempo ufficiale | Tempo ufficioso |
| ------- | ---------------- | --- | ----------- | --------------- | --------------- |
| Oro     | Charles Reidpath | 23  | Stati Uniti | 48"2            |                 |
| Argento | Hanns Braun      | 26  | Germania    | 48"3            |                 |
| Bronzo  | Ed Lindberg      | 26  | Stati Uniti | 48"4            |                 |
| 4       | Ted Meredith     | 21  | Stati Uniti |                 | 49"2            |
| 5       | Carroll Haff     |     | Stati Uniti |                 | 49"5            |